# 93. Infanterie-Division (Wehrmacht)
Die 93. Infanterie-Division (93. ID) war Großverband des Heeres der deutschen Wehrmacht im Zweiten Weltkrieg.

## Geschichte

### Aufstellung
Die 93. Infanterie-Division wurde am 17. September 1939 auf dem Truppenübungsplatz Jüterbog im Wehrkreis III als Division der 5. Welle aufgestellt und mit tschechischer Ausrüstung versehen. Zunächst bestand die Division nur aus zwei Regimentern, von denen eines (Infanterie-Regiment 271) aus der SA-Standarte Feldherrnhalle hervorgegangen war. Nachträglich wurde das Infanterie-Regiment 270 hinzugefügt.

### Westwall
Zuerst der 1. Armee in der Saarpfalz zugeteilt, stand die Division während des Polenfeldzug im Westen.

### Beurlaubung
Die Division wurde ab August 1940 beurlaubt.
Im Februar 1941 erfolgte die Wiedereinberufung.

### Westfeldzug
Im Frühjahr 1941 nochmals in Frankreich eingesetzt.

### Unternehmen Barbarossa
Nach Beginn des Angriffs kämpfte sich die 93. Infanterie-Division in der ersten Phase des  Unternehmen Barbarossa über Lettland, und Estland nach Nordrussland vor. Danach war sie bis April 1942 an der Leningrader Blockade am Oranienbaumer Kessel beteiligt. Anschließend erfolgte eine Verlegung an die Wolchow-Front.
1943 wurde das Grenadier-Regiment 271 „Feldherrnhalle“ zur Bildung der Panzer-Grenadier-Division Feldherrnhalle herangezogen; die 93. Infanterie-Division blieb bis zur Umgruppierung im September 1943 zweigleisig. 

### Truppenerprobung MP 43
Im September 1943 verlief die erste großangelegte Truppenerprobung der MP 43, das spätere Sturmgewehr 44 in der Einheit.
Ab 1944 Rückzugsbewegungen durch Livland, Kurland und dem Samland.

### Kapitulation
Die Reste der Division begaben sich im April 1945 in der Danziger Bucht auf der Halbinsel Hela in sowjetische Kriegsgefangenschaft.

## Gliederung
| 1939 | 1943 |
| --- | --- |
| Infanterie-Regiment 270 aus Wehrkreis XII                                                                                                 | Grenadier-Regiment 270 (bis September 1943)                                                                           |
| Infanterie-Regiment 271 aus Wehrkreis X und aus SA-Standarte Feldherrenhalle (erhielt am 9. August 1942 die Bezeichnung „Feldherrnhalle“) | Grenadier-Regiment 271 Feldherrnhalle (ab Februar 1943 zur Aufstellung der Panzergrenadier-Division „Feldherrnhalle“) |
| Infanterie-Regiment 272 aus Wehrkreis III                                                                                                 | Grenadier-Regiment 272 (bis September 1943)                                                                           |
| -- | Grenadier-Regiment 273 (ab September 1943) (aus Teilen von GR 270 und GR 272 gebildet)                                |
| -- | Feldersatz-Bataillon 193                                                                                              |
| -- | Divisions-Füsilier-Bataillon 93                                                                                       |
| Artillerie-Regiment 193 | |
| Panzerabwehr-Abteilung 193 aus Wehrkreis X und Wehrkreis III                                                                              | Panzerjäger-Abteilung 193                                                                                             |
| Pionier-Bataillon 193 | |
| Infanterie-Divisions-Nachrichten-Abteilung 193                                                                                            | |
| Infanterie-Divisions-Nachschubführer 193                                                                                                  | |

## Kommandeure
| Dienstzeit                           | Dienstgrad      | Name                 |
| ------------------------------------ | --------------- | -------------------- |
| 1. September 1939 bis 1. Mai 1943    | Generalleutnant | Otto Tiemann         |
| 1.–31. Mai 1943                      | Oberst          | Gottfried Weber      |
| 31. Mai bis September 1943           | Generalleutnant | Otto Tiemann         |
| September bis 1. Oktober 1943        | Oberst          | Horst von Mellenthin |
| 1. Oktober 1943 bis 20. Juni 1944    | Generalleutnant | Karl Löwrick         |
| 20. Juni bis 27. Juli 1944           | Generalleutnant | Erich Hofmann        |
| 27. Juli bis 1. September 1944       | Oberst          | Hermann              |
| 1. September 1944 bis 18. April 1945 | Oberst          | Kurt Domansky        |

## Bekannte Divisionsangehörige
- Artur Axmann (1913–1996) war Reichsjugendführer
- Burkhart Müller-Hillebrand (1904–1987) war von 1961 bis 1965, als Generalleutnant des Heeres der Bundeswehr, stellvertretender Chef des Stabes im Supreme Headquarters Allied Powers Europe (SHAPE) der NATO und Buchautor
- Gottfried Weber (1899–1958), war 1958, als Generalmajor des Heeres der Bundeswehr Inspizient der Infanterie